# Armand
Armand je francouzské mužské křestní jméno německého původu. Je odvozené od německého jména Hermann a vykládá se jako „pán vojska, válečník“.
Podle českého kalendáře má svátek 7. dubna.

## Armand v jiných jazycích
- Slovensky, maďarsky, francouzsky, polsky: Armand
- Italsky: Armando

## Známí nositelé jména
- Armand-Jean du Plessis de Richelieu – francouzský šlechtic, duchovní a státník
- Armand Maloumian – francouzský spisovatel
- Armand Peugeot – francouzský průkopník automobilismu, zakladatel firmy Peugeot
- Armand Pinsard – osmý nejúspěšnější francouzský stíhací pilot první světové války
- Armand de Turenne – jeden z nejúspěšnějších francouzských stíhacích pilotů první světové války
- Armand Vignerod, duc d'Aiguillon – jeden z aktérů Velké francouzské revoluce
- Armand Duplantis – skokan o tyči [Skok o tyči], držitel světového rekordu